# Signalisation différentielle

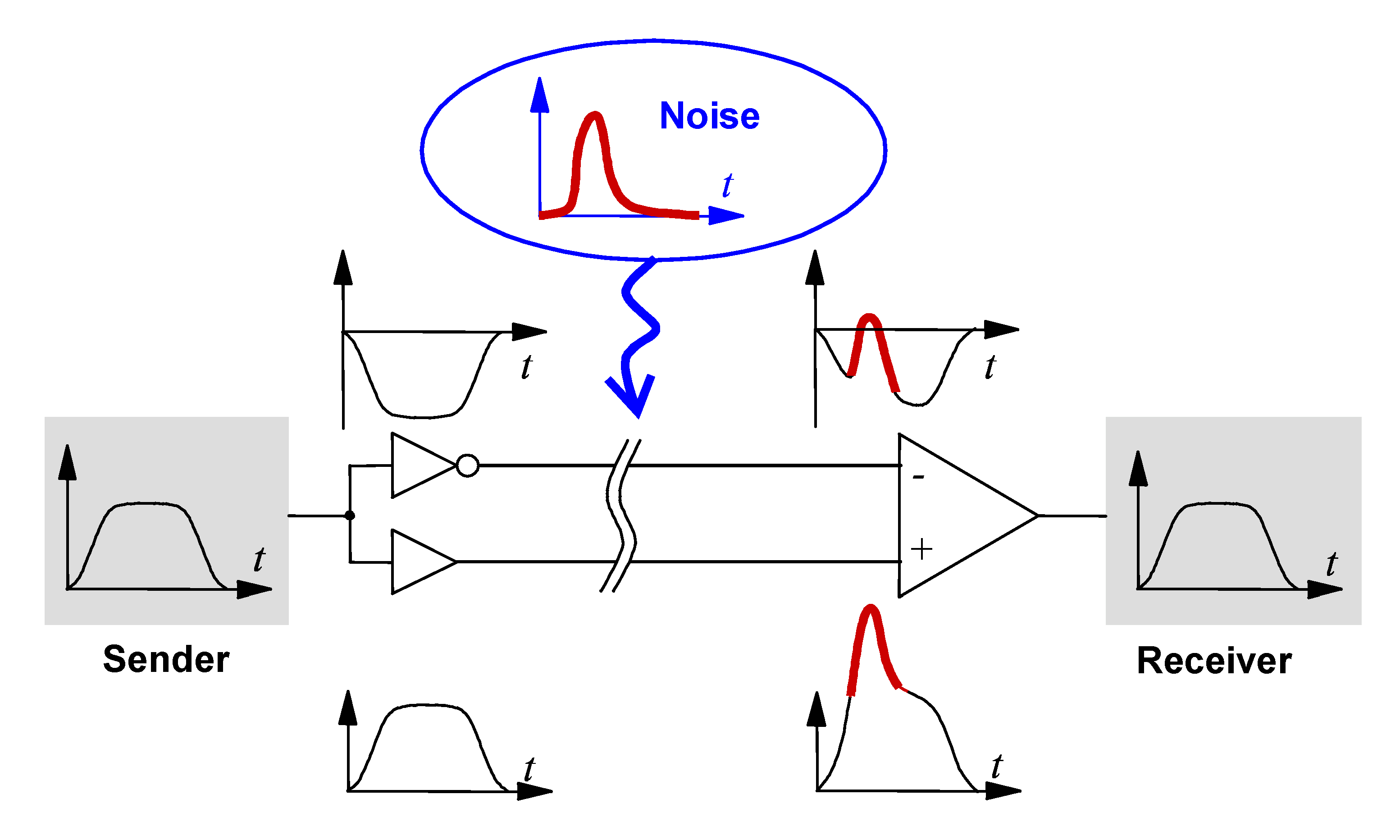
Schéma de cette transmission

La signalisation différentielle, ou transmission différentielle, est une méthode de transmission de signal électrique dans laquelle l'information est la différence entre les signaux transmis sur deux lignes.
La transmission différentielle s'utilise aussi bien avec un signal analogique, comme en téléphonie, qu'avec un signal logique, comme en informatique. Elle permet de diminuer la sensibilité aux interférences.

## Définition
Au lieu de transmettre le signal comme tension par rapport à la masse, on utilise deux conducteurs, l'un convoyant le signal, et l'autre son inverse. À la réception, on détecte le signal par un transformateur ou un amplificateur différentiel.
Dans une ligne symétrique, c'est-à-dire utilisant deux conducteurs identiques, bien équilibrée, toutes les impédances par rapport à la masse sont égales. Les interférences influent de la même façon sur les deux conducteurs, et disparaissent dans l'opération de différence.
Le taux de réjection du mode commun exprime la capacité du récepteur à effectuer exactement la différence.
La fiabilité de la transmission différentielle dépend du respect de l'impédance caractéristique de la ligne de transmission dès que sa longueur dépasse une fraction significative de la plus courte longueur d'onde du signal.
Un signal logique se définit par ses niveaux. Supposons qu'une tension de 0  à   1 V corresponde à l'information « 0 » et une tension de  2  à   3 V à l'information « 1 ».
Avec une transmission simple, une interférence créant sur le conducteur une tension supérieure à 1 V est susceptible de changer un « 0 » en « 1 », causant une erreur.
Dans une transmission différentielle, une ligne (L+) transmet le signal, tandis que l'autre (L-) transmet l'inverse du signal, c'est-à-dire un niveau « 0 » quand l'autre est à « 1 », et réciproquement.
Le récepteur effectue la différence entre ces signaux. Si (L+ − L-) est supérieur à 1 V, c'est que le signal est « 1 ». Si  (L+ − L-) est inférieur à  −1 V, c'est que le signal est « 0 ».
Une perturbation qui affecte de la même manière L+ et L- n'a aucun effet sur le signal différentiel résultant.

## Utilisation
L'ensemble des liaisons audio professionnelles par conducteurs électriques, y compris le téléphone filaire, utilisent la transmission différentielle.
En informatique, les couches matérielles EIA-485 et EIA-422, ainsi que par les bus informatiques USB, SATA, FireWire et les liaisons Ethernet sur câbles en paires torsadées se basent sur les mêmes principes.

## Technologie
L'immunité aux interférences provient exclusivement de la ligne équilibrée et du récepteur différentiel.
Si on remplace la sortie différentielle par une sortie simple reliée à un des conducteurs de la paire symétrique, et que l'on relie l'autre conducteur à une impédance vers la masse égale à l'impédance de la sortie, les interférences ont exactement le même effet sur les deux conducteurs de la paire, et le récepteur différentiel détecte le signal avec la même immunité, à condition que la tension de sortie de l'amplificateur simple soit le double de celle du montage différentiel.
Il est cependant parfois plus avantageux d'utiliser un amplificateur de ligne différentiel, plutôt que d'augmenter la tension de sortie. Ce montage a l'avantage de continuer à fonctionner, sous réserve de l'absence d'interférences importantes, si l'un quelconque des conducteurs de la paire symétrique est accidentellement relié à la masse.
Pour les récepteurs, le meilleur taux de rejection du mode commun s'obtient avec un amplificateur d'instrumentation.